# Таємниця вілли «Грета»
«Таємниця вілли „Грета“» (рос. «Тайна виллы „Грета“») — радянський політичний детектив режисера Тамари Лисиціан, знятий на кіностудії «Мосфільм» у 1983 році. Прем'єра фільму відбулася в квітні 1984 року.

## Сюжет
Початок 1980 років. Одна з країн на півдні Європи. Напередодні виборів обстановка в країні напружена до межі. Прогнозується перемога лівих сил, що викликає різке протистояння з боку правих, опікуваних резидентом ЦРУ. Кореспонденту Яну Плінто через інформатора вдається дістати сенсаційну інформацію про майбутній крах банку Лоуренса. Перевіряючи факти, він несподівано знаходить документи, які вказують на зв'язок Лоуренса з масонською ложею «Щит і шолом», контрольованої американцями. Його викривальні статті привертають увагу радника посольства містера Джонса, який намагається чинити тиск на сміливого журналіста. У хід йдуть і погрози і обіцянки щедрого фінансування. Після викрадення дружини Плінто, дочки лівого політика Окореса, Ян вдає, що приймає умови шантажистів, хоча потайки продовжує власну гру. Сценарій написаний за мотивами історії, пов'язаної з діяльністю масонської ложі «П2» і політичним скандалом, що вибухнув у 1981 році в Італії.

## У ролях
- Івар Калниньш —  Ян Плінто, репортер кримінальної хроніки
- Олександр Збруєв —  Марк Трані, газетний фотограф
- Юрій Соломін —  Окорес, депутат від Національного фронту
- Олена Фіногеєва —  Кароліна, його дочка
- Валентин Нікулін —  Марроне, тюремний наглядач
- Вітаутас Томкус —  Майкл Джонс, співробітник американського посольства
- Іон Унгуряну —  прокурор Сокдас  (озвучує Армен Джигарханян)
- Гурген Тонунц —  Ніколо Зафесі, дядько Кароліни
- Семен Фарада —  Головастик, злодій-ведмежатник
- Вальдас Миколас Ятаутіс —  Каруна, магістр масонської ложі
- Олег Анофрієв —  головний редактор
- Володимир Фірсов —  кореспондент
- Семен Чунгак —  Дзопас
- Павло Махотін —  президент країни

## Знімальна група
- Автор сценарію: Тамара Лисиціан, Володимир Малишев
- Режисер-постановник: Тамара Лисиціан
- Оператор-постановник: Михайло Демуров,  Віктор Епштейн
- Композитор:  Ігор Єфремов
- Художник-постановник: Георгій Колганов